# Abilio Martínez Varea
Abilio Martínez Varea (Autol, 29 gennaio 1964) è un vescovo cattolico spagnolo, dal 9 luglio 2025 vescovo eletto di Ciudad Real.

## Biografia
Abilio Martínez Varea è nato ad Autol il 29 gennaio 1964.

### Formazione e ministero sacerdotale
Dal 1982 al 1987 ha studiato filosofia e teologia nel seminario diocesano di Logroño. Si è poi trasferito a Roma, dove nel 1989 ha conseguito la licenza in teologia dogmatica presso la Pontificia Università Gregoriana.
Il 30 settembre 1989 è stato ordinato presbitero per la diocesi di Calahorra e La Calzada-Logroño nella cappella maggiore del seminario diocesano di Logroño. In seguito è stato vicario parrocchiale della parrocchia di San Bartolomeo ad Aldeanueva de Ebro dal 1989 al 1994. Dal 1994 al 1996 ha completato gli studi per il dottorato presso la Pontificia Università di Salamanca. Tornato in diocesi è stato vicario parrocchiale della parrocchia di San Pio X a Logroño e direttore del segretariato della gioventù dal 1998 al 2000; delegato per l'apostolato secolare dal 2000 al 2003; delegato per l'insegnamento nel 2003 e vicario episcopale per la pastorale e l'insegnamento dal 2005 al 2017. È stato canonico della concattedrale di Santa Maria de La Redonda e professore nell'Istituto diocesano di scienze religiose.

### Ministero episcopale
Il 5 gennaio 2017 papa Francesco lo ha nominato vescovo di Osma-Soria. Ha ricevuto l'ordinazione episcopale l'11 marzo successivo nella cattedrale dell'Assunta a Burgo de Osma-Ciudad de Osma dall'arcivescovo metropolita di Burgos Fidel Herráez Vegas, co-consacranti l'arcivescovo metropolita di Barcellona Juan José Omella e il vescovo di Calahorra e La Calzada-Logroño Carlos Manuel Escribano Subías. Durante la stessa celebrazione ha preso possesso della diocesi.
In seno alla Conferenza episcopale spagnola è membro della commissione per la pastorale sociale e la promozione umana dal marzo del 2020. In precedenza è stato membro della commissione per la pastorale sociale e la promozione umana dal marzo del 2017 al 2020.
Il 9 luglio 2025 papa Leone XIV lo ha nominato vescovo di Ciudad Real.

## Genealogia episcopale
La genealogia episcopale è:
- Cardinale Scipione Rebiba
- Cardinale Giulio Antonio Santori
- Cardinale Girolamo Bernerio, O.P.
- Arcivescovo Galeazzo Sanvitale
- Cardinale Ludovico Ludovisi
- Cardinale Luigi Caetani
- Cardinale Ulderico Carpegna
- Cardinale Paluzzo Paluzzi Altieri degli Albertoni
- Papa Benedetto XIII
- Papa Benedetto XIV
- Papa Clemente XIII
- Cardinale Marcantonio Colonna
- Cardinale Giacinto Sigismondo Gerdil, B.
- Cardinale Giulio Maria della Somaglia
- Cardinale Carlo Odescalchi, S.I.
- Cardinale Costantino Patrizi Naro
- Cardinale Serafino Vannutelli
- Cardinale Domenico Serafini, Cong. Subl. O.S.B.
- Cardinale Pietro Fumasoni Biondi
- Cardinale Antonio Riberi
- Cardinale Ángel Suquía Goicoechea
- Cardinale Antonio María Rouco Varela
- Arcivescovo Fidel Herráez Vegas
- Vescovo Abilio Martínez Varea

## Araldica
| Stemma | Titolare                                    | Blasonatura |
|        | Abilio Martínez Varea Vescovo di Osma-Soria | Interzato incappato, al primo: d'argento al calice d'oro sormontato da un grappolo d'uva di porpora fogliato di verde, al secondo: partito d'argento ai tre gigli di rosso posti in palo e di nero alle due fasce d'argento, in punta: di rosso al castello d'oro di tre torri finestrato d'azzurro, il tutto sormontato da un capo d'azzurro alla stella (8) d'oro caricata da una lettera N di nero. Ornamenti da vescovo. Motto:"Fidelis est, qui vocat vos". |